# محکوم: سرچشمه جنایت
محکوم: سرچشمه جنایت (به انگلیسی: Condemned: Criminal Origins) (در اروپا با عنوان محکوم) یک بازی ویدیویی اول شخص در سبک ترس و بقا است که توسط شرکت مونولیث پروداکشنز تولید و به وسیله کمپانی سگا در سال ۲۰۰۵ در سطح جهان برای کنسول ایکس‌باکس ۳۶۰ و یکسال بعد در ۲۰۰۶ برای پلتفرم ویندوز منتشر شد.
این بازی تاکید بر مبارزات تن به تن و حل معماهای مختلف از جمله جستجو برای جمع‌آوری مدارک، اثر انگشت و ... دارد.
این بازی پس از عرضه با نقدهای معمولی و مثبت منتقدان مواجه شد. بسیاری از منتقدان خط داستانی و عدم پیشرفت آن را یکی از ایرادات بزرگ بازی تلقی نموده و در عوض از کنترل مناسب قهرمان بازی و رویکرد تازه در سبک بازی‌های ترسناک ستایش نمودند. ادامه‌ای برای این بازی با عنوان محکوم ۲: تصویر خونین در سال ۲۰۰۸ برای کنسول‌های ایکس‌باکس ۳۶۰ و پلی‌استیشن ۳ عرضه شد. سازندگان اعلام نمودند که فیلم‌هایی نظیر سکوت بره‌ها و هفت، منابع الهام بخشی برای ساخت این بازی بوده‌اند.

## گیم پلی

### مبارزات
باوجود اینکه تمام بازی به صورت اول شخص انجام می‌شود (البته بجز در صحنه‌های میان‌پرده)، با اینحال این عنوان اصلاً یک بازی اول شخص سنتی نمی‌باشد. اسلحه‌های گرم در این بازی به مقداری کمی وجود دارند و برخلاف دیگر بازی‌های سبک اول شخص، بسیار کشنده هستند و در بسیاری از مواقع تنها با یک شلیک دشمن را از پای درمی‌آورند. این اسلحه‌ها فقط تا زمانی که گلوله داشته باشند قابل تیراندازی هستند و بعد از آن می‌توان از آن ها به عنوان سلاح سرد استفاده نمود. سلاح‌های گرمی که از دشمنان به غنیمت گرفته می‌شود ممکن است به علت استفاده دشمنان، کاملاً حالی از فشنگ باشند. این مسئله باعث می‌شود که گیمر به سرعت به دشمنان حمله کند تا بتواند اسلحه با فشنگ بیشتری را به غنیمت بگیرد.
تمرکز مبارزات در این بازی بر روی مبارزات نزدیک و تن به تن است که به گیمر اجازه می‌دهد سلاح سرد خود را از دشمنان گرفته یا حتی آن‌ها را از محیط اطراف خود به دست آورد. مانند انواع لوله‌ها، بیل، الوارهای چوبی و ... سازندگان مبارزات این بازی را برمبنای شناخت بیشتر اعضای بدن انسان پایه‌ریزی نموده‌اند. قابلیت زدن لگد، یا ضربه وارد نمودن توسط سلاح‌های سرد در جهات مختلف و به نقاط گوناگون بدن دشمنان وجود دارد که البته قابلیت ضربات کمبو (برخلاف عناوینی مانند سرگذشت ریدیک: فرار از بوچربی) در این بازی وجود ندارد. در بسیار از مواقع نیز دفاع کردن حملات دشمنان تاثیر زیادی در موفقیت برای زدن ضربه متقابل به آن‌ها را دارد. در این بازی همچنین قابلیت حرکات تمام کننده مانند ضربه زدن با زانو یا شکستن گردن حریفان نیز وجود دارد.
هوش مصنوعی مناسب دشمنان باعث می‌شود تا گیمر بیشتر مراقب حرکات خود در بازی باشد. آن‌ها می‌توانند در صورت نیاز از مبارزه فرار کرده یا در جاهای مختلف پنهان شده یا حتی برای قهرمان بازی کمین گذاشته و او را با یک حمله سریع غافلگیر نمایند.
با وجود سلاحهای برنده و تیز داخل بازی، هیچگاه قهرمان بازی نمی‌تواند با فروبردن این اسلحه‌ها داخل بدن دشمنان، آنها را از پا دربیاورد. برخی از سلاح‌ها نیز کاربرد اصلی‌اشان پیشبرد داستان بازی است (مانند تبر آتش نشانی یا دیلم برای بازکردن برخی درها و پیشرفت در بازی) ولی با اینحال می‌توانند به عنوان سلاح علیه دشمنان هم استفاده شوند.
یک سلاح شوک‌دهنده نیز در بازی وجود دارد که گیمر بوسیله آن می‌تواند دشمنان را مدت کوتاهی زمینگیر نموده و یا سلاح‌هایشان را بدزدد. البته بعداً در بازی یک سلاح شوک‌آور قوی‌تر توسط ستوان "رُزا" به گیمر داده می‌شود که می‌تواند دشمنان را از پا درآورده و سپس با یک ضربه کار آن‌ها را تمام کند. با استفاده این سلاح، دشمن به طور موقت فلج شده و گیمر فرصت کافی برای زدن ضربات بیشتر یا گرفتن اسلحه دشمن از دستانش را دارد. ضمن اینکه پس از هربار استفاده باید مدتی صبر نمود تا باتری آن شارژ شده و مجدداً قابل استفاده شود.
کل محیط‌های این بازی شامل مکان‌های متروک شهری با کمترین روشنایی ممکن می‌باشند. گیمر در بسیاری از مکان‌ها باید با استفاده از نور چراغ‌قوه، راه خود را در محیط‌های تاریک بازی پیدا نموده و مراقب حمله دشمنان و مبارزه با آن‌ها هم باشد.
در انتهای بازی، گیمر هم چراغ‌قوه و هم اسلحه شوک‌آور خود را از دست داده و تنها منبع روشنایی محیط‌ها، الوارهای سوزان اطراف او هستند. این مسئله باعث می‌شود که گیمر در آن مقطع تمرکز خود را بیشتر برای دفاع کردن، پنهان شدن و حملات قدرتمند از راه نزدیک گذاشته و به فکر تیراندازی به دشمنان از راه دور نباشد.

### صحنه‌های جنایت
گیم‌پلی این بازی گیمر را به طور مستقیم درگیر پیدا نمودن و ضبط مدارک در صحنه‌های جنایت مراحل بازی می‌نماید. در این حالت وسایل قانونی خاصی در اختیار گیمر قرار داده می‌شود که به وسیله آن‌ها می‌تواند به کاوش در صحنه‌های جنایی پرداخته و مدارک به دست آمده را از طریق یک دستگاه گوشی موبایل به آزمایشگاه اف‌بی‌آی فرستاده و تقریباً بلافاصله توسط همکار خود در آنجا (ستوان رُزا) نتیجه آنالیز بر روی آن‌ها را دریافت نماید. شواهد به دست آمده از صحنه‌های جرم می‌تواند برای حل معماها، عبور از موانع غیرقابل دسترسی و یا کمک به حل معمای داستان بازی، کمک زیادی بکند.
نمونه‌هایی از مدارک و شواهد موجود در صحنه‌های جنایت بازی شامل: اثر انگشت، اثر پا، الیاف، مایعات (مانند خون یا مواد شیمیایی)، ذرات، پسماندها، مواد، اثر چاپی، زخم‌ها، اشیاء کوچک ، اسناد و اجزای بدن می‌باشند.

## خلاصه داستان

### پیش زمینه
بازی محکوم: سرچشمه جنایت در یک شهر تخیلی آمریکا با نام متروسیتی می‌گذرد. گیمر در نقش یک بازرس جنایی اف‌بی‌آی به نام "اِتان توماس" است که منطقه به منطقه در جستجوی عامل اصلی پاپوش دوختن برای او و به دنبال قاتل اصلی قتل‌های سریالی می‌باشد. در این راه "اتان" باید با کمک ابزارهای تکنولوژیک موجود به جمع‌آوری مدارک به جا مانده و همچنین مبارزه با بزهکاران و اشرار شهر بپردازد که بنظر می‌آید توسط نیرویی مرموز به حالت جنون رسیده‌اند.

### شخصیت‌ها
شخصیت اصلی بازی اتان توماس (با صداپیشگی گرگ گرونبرگ)، یک محقق و بازپرس صحنه‌های جنایت است که توانایی‌های غیرمعمولی و فوق بشری مانند توانایی بهبود سریع ناشی از برق‌گرفتگی، افتادن از ارتفاعات بلند و ضربه خوردن به سر را دارد که توسط یک بازرس پزشکی قانونی (به نام ستوان رُزا) از طریق تلفن همراه، یاری داده می شود.
شخصیت منفی اصلی بازی قاتل سریالی ایکس نام دارد که در حال شکار قاتلان سریالی است که اتان در جستجوی آنهاست و آنها را با روش‌هایی که خودشان استفاده می‌کنند، می‌کشد. در قسمت‌های پایانی بازی ، مشخص می‌شود که او در واقع برادرزاده دوست اتان (Malcolm Vanhorn) می‌باشد. مالکوم عقیده دارد که برادرزاده‌اش تحت تاثیر نفوذ موجودات عجیب و شبه‌انسانی می‌باشد که باعث هرج و مرج و افزایش خشونت در شهر شده‌اند.

### داستان
بازی با حضور اتان توماس و دو افسر پلیس دیگر در صحنه یک قتل در یکی از ساختمان‌های متروکه شهر آغاز می‌شود. طی انجام مراحل تحقیقات از صحنه جنایت، آن‌ها متوجه می شوند شخص مظنون به قتل، همچنان در داخل ساختمان حضور دارد و تصمیم به تعقیب و دستگیری او می‌گیرند و به همین دلیل به دو گروه تقسیم می‌شوند. اتان که تنها باید به تعقیب مظنون بپردازد، در بخشی از ساختمان مورد حمله غافلگیرانه مهاجم قرار گرفته و اسلحه خود را از دست می‌دهد. بعد از مدتی در هنگام درگیری تن به تن با مظنون، قاتل با استفاده از اسلحه اتان و در جلوی چشمانش، اقدام به کشتن دو افسر پلیس می‌کند و به این ترتیب اتان تبدیل به متهم شماره یک قتل دو افسر پلیس می‌شود ...

## محتوای قابل بازشدن
نسخه کنسول ایکس‌باکس ۳۶۰ این بازی از سیستم اجباری اچیومنت مایکروسافت استفاده می‌کرد. این اچیومنت‌ها شامل مواردی بودند که گیمر با به دست آوردن آن‌ها می‌توانست به محتوای بیشتری از بازی که قبلاً برای او قفل بودند، دسترسی پیدا کند. این محتواها شامل تصاویر آرت‌ورک از شخصیت‌ها و مکان‌های بازی، انیمیشن‌ها و فیلم‌هایی از مراحل ساخت بازی یا برش‌هایی از نسخه‌های اولیه این بازی می‌باشند. این قابلیت بعداً در نسخه مربوط به پی‌سی این بازی نیز قرار داده شد.

## بازخوردها
| مرور نمرات              | مرور نمرات | مرور نمرات   |
| نشریات                  | پی‌سی       | ایکس‌باکس ۳۶۰ |
| ----------------------- | ---------- | ------------ |
| کامپیوتر گیمینگ ورلد    | متوسط      | ----         |
| الکترونیک گیمینگ مانثلی | -          | ۷.۱۷/۱۰      |
| یوروگیمر                | ۶/۱۰       | ۷/۱۰         |
| فامیتسو                 | -          | ۶.۳/۱۰       |
| گیم‌پرو                  | ۳.۸/۵      | ۳.۸/۵        |
| گیم رولیشن              | -          | بی+          |
| گیم‌اسپات                | ۸.۱/۱۰     | ۸/۱۰         |
| گیم‌اسپای                | ۴/۵        | ۴.۵/۵        |
| گیم تریلرز              | -          | ۸.۸/۱۰       |
| گیم‌زون                  | ۸/۱۰       | ۸.۵/۱۰       |
| آی‌جی‌ان                  | ۸.۵/۱۰     | ۸.۷/۱۰       |
| مجله رسمی ایکس‌باکس      | -          | ۸.۵/۱۰       |
| پی‌سی گیمر               | ۷۳٪        | -            |
| مطبوعات آزاد دیترویت    | -          | ۵/۵          |
| سیدنی مورنینگ هرالد     | -          | ۳/۵          |
| میانگین نمرات           |            |              |
| متاکریتیک               | ۷۸/۱۰۰     | ۸۱/۱۰۰       |

### جنجال و حواشی
در فوریه سال ۲۰۰۸ تمام نسخه‌های بازی محکوم: سرچشمه جنایت در آلمان مصادره شد. این تصمیم با توجیه "به تصویر کشیدن خشونت علیه انسان و بی‌ضرر نشان دادن این روش خشونت‌آمیز در جامعه به نحوی که به کرامت و عزت انسانی لطمه وارد می‌کند"، اعمال شد. توزیع این بازی در آلمان براساس قانون ممنوع می‌باشد.

## سایر رسانه‌ها

### پیش درآمد
یک بازی آنلاین اپیزودیک شش قسمتی در وب سایت Condemned: Criminal Origins منتشر شد.  شخصیت اصلی ماموری به نام Mallory است که به دنبال یک قاتل سریالی می‌باشد. در قسمت آخر ، Mallory توسط قاتل سریالی ایکس کشته می شود. پایان یافتن این بازی در واقع آغاز داستان بازی محکوم: سرچشمه جنایت می‌باشد.

### دنباله
یک دنباله مستقیم برای این بازی در سال ۲۰۰۸ با نام محکوم ۲: تصویر خونین (Condemned 2: Bloodshot) منتشر شد. این عنوان به نوعی تکامل شخصیت اصلی بازی اول یعنی اتان توماس را نمایش می‌داد. این بازی نیز توسط شرکت مونولیث پروداکشنز ساخته و توسط سگا، برای پلتفرم‌های ایکس‌باکس ۳۶۰ و پلی‌استیشن ۳ انتشار یافت.

### اقتباس سینمایی
در ۴ اکتبر سال ۲۰۰۵ شرکت فیلمسازی برادران وارنر اعلام کرد که قصد دارد یک فیلم براساس دنیای بازی "محکوم: سرچشمه‌های جنایت" تهیه کند. این کمپانی که موفق شده بود در سال ۲۰۰۴ شرکت بازیسازی مونولیث را تصاحب نماید، قصد داشت تا سال ۲۰۰۸ این پروژه را عملی سازد که البته هرگز به سرانجام نرسید.
طبق گزارشی که مجله ورایتی منتشر نمود، کورت ساتر که تهیه‌کننده سریال تلویزیونی The Shield می‌باشد، مشغول نوشتن فیلمنامه‌ای برمبنای این بازی با عنوان فراموش نشدنی (Unforgettable) است. 